# ミモダクティルス
ミモダクティルス (Mimodactylus) は、約9500万年前の後期白亜紀に現在のレバノンに生息していた Istiodactyliformes 翼竜の1属。唯一知られている標本は Sannine 累層に属する Hjoula 近郊の石灰岩砕石場で発見された。砕石場の所有者は国際的な研究者チームによる化石のプレパレーションと科学的記載を許可した。標本は最終的に売却されたが、購入者はその標本をベイルートの MIM Museum に寄贈した。2019年に研究者たちは新属新種として Mimodactylus libanensis と命名した：属名は MIM Museum とギリシア語で「指」を表す "δάκτυλος" (daktylos) に、種小名はレバノンに由来する。模式標本の保存状態は良好で、アフロ・アラビア地域（アラビア半島とアフリカ大陸を合わせた地塊）から発見された完全な翼竜化石としては初めての物であり、レバノンから発見された翼竜化石としては3番目となる。
模式標本は比較的小型の翼竜で翼開長は 1.32 m 、おそらくは若年個体である。吻部は幅広く、円錐形の歯が上下顎の前半部にのみ生えていた。歯冠は側扁して歯帯（cingulum：基部で厚化した隆起）を持ち、鋭い切縁を欠く。骨格は上腕骨の三角胸筋稜（三角筋と胸筋が接続する隆起部）が長方形である点、上腕骨長が第2翼指骨長の半分未満である点が特徴的である。ミモダクティルスの記載者はこの属とハオプテルスを一緒にして Istiodactyliformes 内に新設したクレード：ミモダクティルス科 (Mimodactylidae) に分類した。ミモダクティルスの歯はその食性が他の翼竜とは異なることを示唆する。ミモダクティルスはおそらく水面で十脚類を探していた。Hjoula の海成堆積物は後期セノマニアンのもので、魚化石で有名である。レバノンは当時新テチス海の海底に沈んでいたが、いくつかの小さな島が存在した。

## 歴史と発見

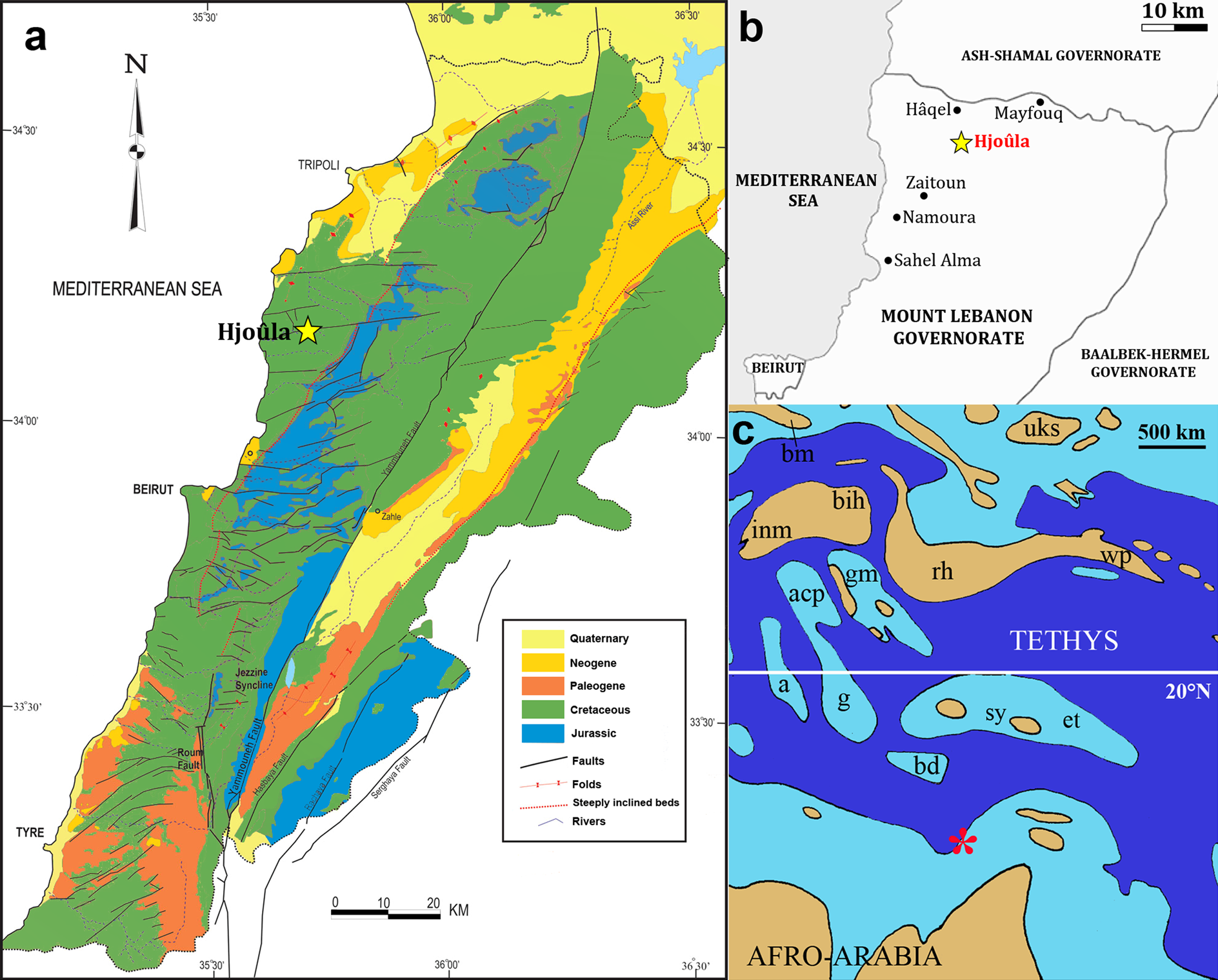
Hjoula の場所を示す地図 (a-b) と後期セノマニアンのレバノンの位置 (c)

この翼竜の唯一知られている標本は、2019年の正式記載より少なくとも15年以上前にレバノンの Hjoula 近くにある個人所有の石灰岩砕石場で採集された。Hjoula は首都ベイルートの 35 km 北東、地中海沿岸の都市ビブロスからは10 km 内陸に位置する。この場所はラーガーシュテッテ（保存状態が非常に良好な化石が産出する場所）とみなされており、白亜紀の後期セノマニアンと推定される Sannine 累層に属している。レバノンの白亜紀堆積物は中世から保存状態の良い魚類・無脊椎動物化石で有名だったが、四肢動物の化石は非常に珍しかった。アフロ・アラビア地域の中生代化石に関する情報は一般的に非常に限られており、系統的に研究されていたのは南アフリカのみだった。
この繊細で保存状態の良い翼竜標本は、砕石場労働者のツルハシによってつけられた割れ目に沿って2片に分割された石灰岩板上で発見されたが、頭骨・翼・脚・胴体は無傷だった。砕石場の所有者はカナダにあるアルバータ大学の研究者にプレパレーションと標本記載の許可を出したが、最終的にこの化石を売却するつもりだった（これはレバノンでは合法である）。レバノンの古生物学関係界隈には、最も効率的に情報を得られるような方法でこの化石標本をプレパレーション可能な技術を保持している人物や機関が存在しなかった。本標本はアルバータ大学で8年かけてプレパレーション作業と復元と研究が行われた。その後砕石場の所有者は標本を売却したが、2016年頃に何年もの交渉を経て、匿名の購入者がこれをベイルートの聖ヨセフ大学 (Saint Joseph University) に属する MIM Museum（"MIM" は Mineral Museum の短縮形）に寄贈したため、本標本はレバノン国内に留まることができた。

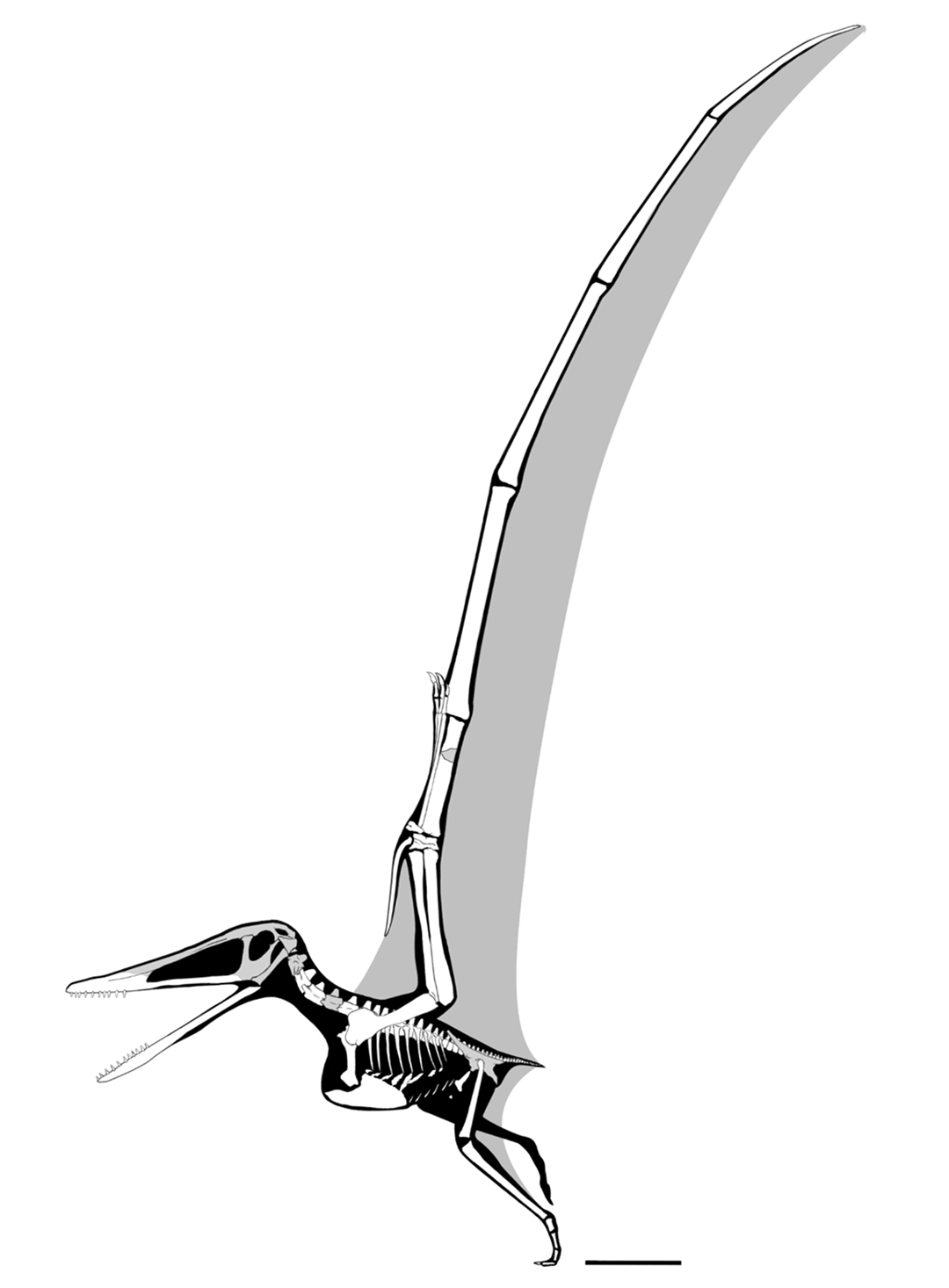
骨格図：スケールバーは 50 mm

カナダの古生物学者 Michael W. Caldwell とフィリップ・J・カリーはこの標本を科学的に記載するために、ブラジルのアレクサンダー・ケルナー、Borja Holgado、Juliana M. Sayão や、イタリアの Fabio M. Dalla Vecchia、Lebanese Roy Nohra からなる国際的研究者グループをまとめ上げた（ケルナーと Dalla Vecchia は前もって一緒にレバノンにおけるフィールドワークを済ましていた）。会見において研究者たちは、この標本がレバノンに戻ってきて研究と教育のために用いられることと、国際的な協力の機会が得られることに対する喜びを表明した。2019年、ケルナーらは新属新種として Mimodactylus libanensis と命名した：属名はこの標本を入手しレバノン外に出ないようにしてくれた慈善家の意向ならびに博物館自身への謝意の表明による MIM Museum への言及と、ギリシア語で「指」を意味する "δάκτυλος" (daktylos) の組み合わせである。種小名はレバノンへの言及である。
模式標本（学名の基となる標本）は MIM F1 という標本番号が付与され、複製がアルバータ大学とブラジル国立博物館に存在する。骨格は良好な状態で保存され、いくつかの骨は位置がずれているが大部分の関節はつながっていた：頭蓋骨と下顎は下面が露出しており、頭蓋背面の後頭骨領域と顎関節は押し潰されていた。この模式標本は、それまで数点の断片的な翼竜標本しか産出していなかったアフロ・アラビア地域において初めての完全で関節が繋がった翼竜標本である。この地域でそれ以前に発見されていた最も完全に近い翼竜化石は、同時代の Hakel ラーガーシュテッテ産の未命名オルニトケイルス類 (Ornithocheiroidea) 翼竜の部分的前肢（標本番号 MSNM V 3881）と、こちらも Hjoula 産で主に翼部と肩帯が発見されたアズダルコ類翼竜の Microtuban であり、これらもまたレバノン産であった。これらの標本は不完全ではあったが、その解剖学的特徴はミモダクティルスとは明確に区別可能なものである。このミモダクティルス化石は "Mimo" の愛称をもつ MIM Museum が所蔵する脊椎動物化石コレクションの最も重要な収蔵品となり、ホログラム・動画・実物大復元画・ゲームなどと並んで展示されている。

## 記載
唯一知られているミモダクティルス標本は、比較的小型で翼開長は 1.32 m である。おそらくは死亡時にはまだ若年個体であり、いくつかの骨はまだ癒合していなかったがその一方で、歯骨（下顎で歯が生えている骨）は左右の歯骨が出会う先端部の下顎結合において癒合している。このことから本標本は、脊椎動物の各骨が加齢に従って異なる速度で癒合していくことを利用してケルナーが2015年に定めた翼竜化石の年齢決定法に従うと、個体発生全6ステージのうちステージ2とステージ3の間にいることが示されている。ミモダクティルス成体の大きさは不明である。翼竜であるので、ミモダクティルスは毛状のピクノファイバーで体表が覆われ、長い翼指によって広げられる大きな翼膜を持っていた。会見において、Caldwell はミモダクティルスを、長くて細い翼を持つが胴体はスズメと同じくらいの大きさしかなくかつ頭部は胴より長いためむしろ「口がある翼」のようだ、と描写した。

### 頭骨

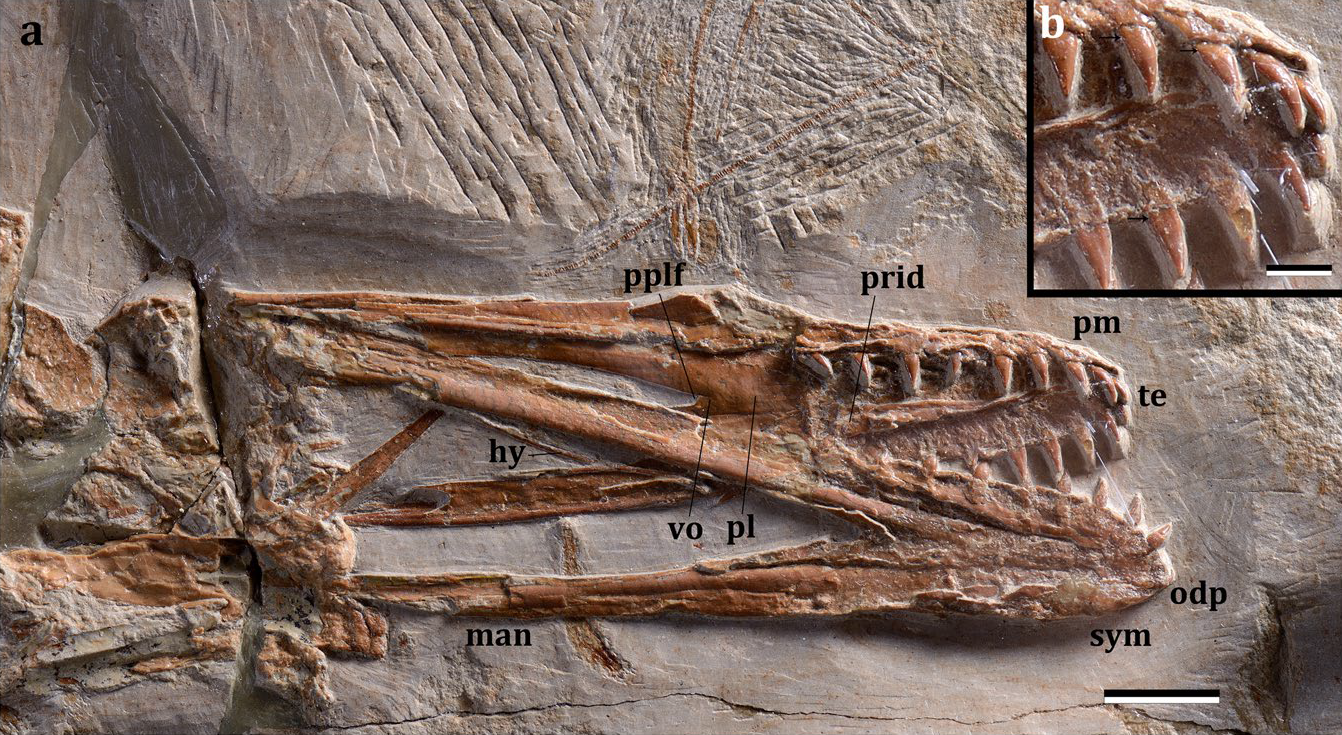
頭骨と上下顎。拡大写真は前部上顎歯。

ミモダクティルス頭骨の保存部位長は 99 mm で、下顎保存部位長は 105 mm である。吻部は横に広がっており、吻端は尖っていて、これはイスティオダクティルス科のイスティオダクティルスが持つ丸い吻端とは異なっているだけでなく他の Istiodactyliformes 類（両者ともにここに属する）とも異なっていた。上顎には片側11本、下顎には片側10本の円錐歯があり、近縁のハオプテルスや Linlongopterus と同じくに上下顎前半部にのみ生えていた。同様の配置は他の Istiodactyliformes 類にも見られる。
歯冠は頬舌方向に縮まって側扁し歯帯を持ち、これはハオプテルスや他の Istiodactyliformes 類と同じである。歯帯はイスティオダクティルス科や近縁の翼竜でも知られているが、これらの歯冠は同様に側扁しているものの幅が広くなっている。ミモダクティルスはイスティオダクティルス科の特徴である側扁したランセット状の歯を持っておらず、さらにイスティオダクティルスに見られる鋭い峰（切断縁）も欠いていた。ミモダクティルスの上顎第1歯は小さくほぼ円形の断面を持っていたが、その後に続く歯は上顎で最大の歯であり、歯帯を伴うかすかに側扁した歯冠を持ち、外側に膨んで針のように鋭い先端は内側を向いていた。
ミモダクティルスの歯列は、プテロダクティルスやゲルマノダクティルスなどより基盤的（または"原始的"）な Archaeopterodactyloidea 類翼竜の歯列に似ており、他の派生的（または"進化した"）な翼指竜亜目で唯一似たような歯を持っているのはハオプテルスである。ミモダクティルスの口蓋は凹んでおり小さな口蓋堤を持ち、内鼻孔は大きく鋤骨によって分断されていた。口蓋後方の開口部である postpalatinal fenestra は Hongshanopterus のように引き伸ばされて卵形になっていた。下顎にはオドントイド（odontoid：または"pseudo-tooth" とも呼ばれいずれも「歯のような物」の意味）と呼ばれる突起が先端にあり、これはイスティオダクティルスやハオプテルスや Lonchodraco にも見られる。舌骨の角鰓骨は細く伸びてフォーク状になっている。

### 体骨格

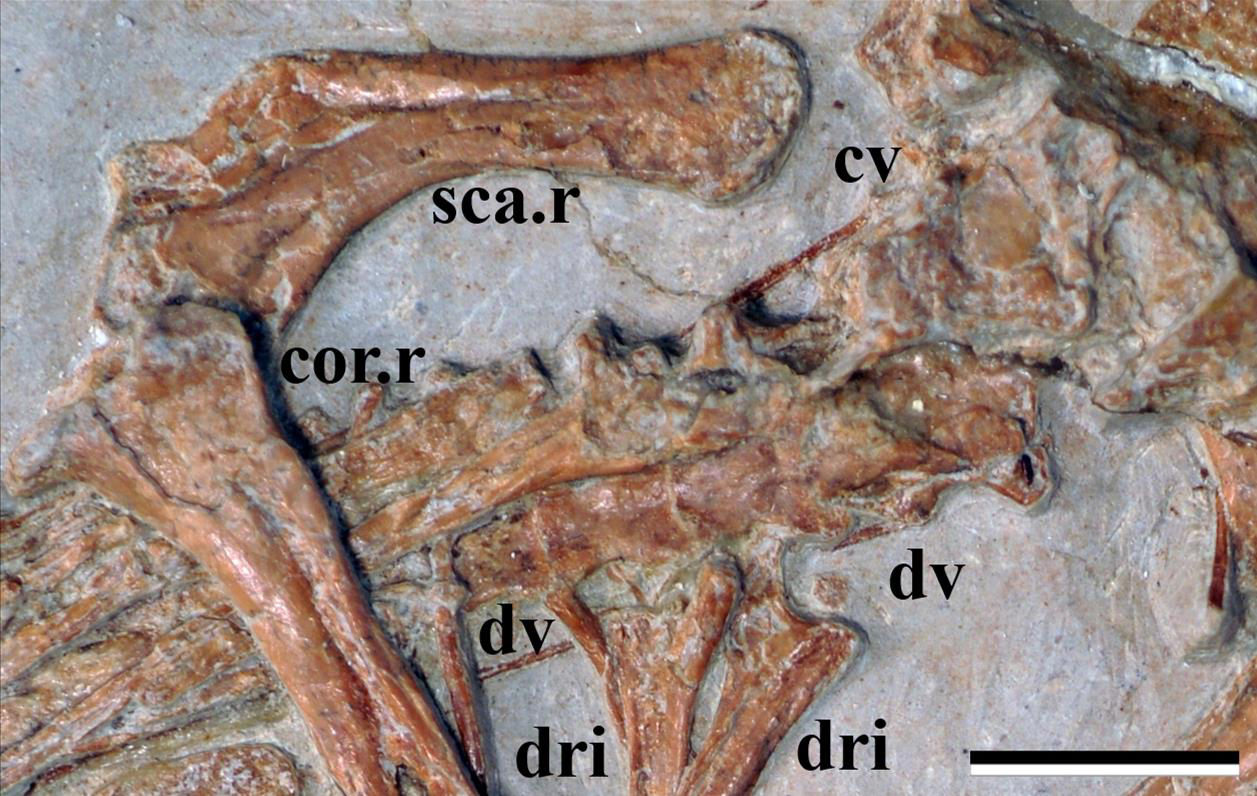
右肩甲骨と烏口骨近辺の胴椎

ミモダクティルスでは前部胴椎は癒合しておらず、他の翼竜に見られる背心骨を形成していない。尾には7個の尾椎が確認できるが、duplex centrum を欠き、後方へ向かうにつれて急速に大きさが減じていくことから、本種の尾は非常に短かったと思われる。胸骨下面の胸骨棘は比較的短くて奥行きがあり、ヌルハチウスやイスティオダクティルスのものに似ている。胸骨前部は側面から見たときにはイスティオダクティルス科のものにくらべて丸く、そのためアンハングエラ科 (Anhangueridae) のものにより似ている。完全だったときには胸骨は全体として四角い形状で、おそらくは直線的な側縁と凸状の後縁をもっていた。肩甲骨の長さは 29 mm である。肩甲骨は頑丈で縮まった柱状という点でイスティオダクティルス科やアンハングエラ科と同じだが、烏口骨（肩帯の構成要素）より少し長いという点では異なる。烏口骨の長さは 31 mm である。烏口骨の胸骨との関節面はハオプテルスと同様に少し凹んでおり、後方に向かう突起があるが、この突起はイスティオダクティルス科には見られない。

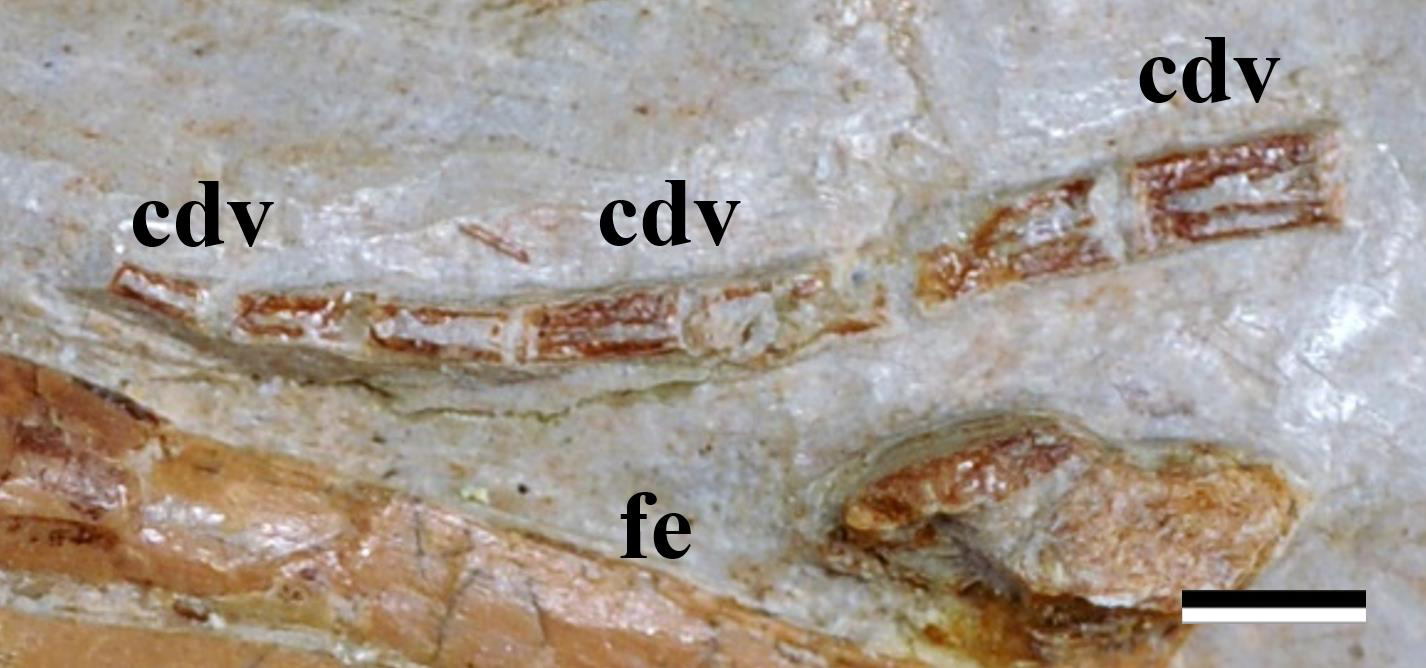
尾椎

ミモダクティルスの上腕骨長は 52 mm である。上腕骨の三角胸筋稜（deltopectoral crest：三角筋と胸筋が接続する隆起）は他の翼竜とは異なり（固有派生形質）、長方形で直線的な下縁を持つことが独特である。この稜は上腕骨柱体長の40%にまで伸びており、これはプテラノドンとその近縁を除く他のオルニトケイルス類に見られるものよりも長い。尺骨の長さは 84 mm である。イスティオダクティルス科ではいくつかの翼骨（特に最初の2本の翼指骨）は上腕骨よりも長いが、本属の上腕骨は第２翼指骨の半分未満の長さであることが特有である。第1翼指骨長は 128 mm、第2翼指骨長は 119 mm、第3翼指骨長は 105 mm、第4翼指骨長は 92 mm である。最後の翼指骨の外側部分は、ほとんどの翼竜と同じく湾曲している。
ミモダクティルスの翼支骨（pteroid；翼竜に特有の手掌部の骨で前翼膜を支える骨）はどちらかというと大きく、上腕骨よりも少し長い 53 mm の長さがある。翼支骨は明らかに近位の癒合手根骨と接続しており、胴体の方に向かっている：翼竜における翼支骨の位置は研究者の間で論点の一つとなっていたが、ミモダクティルスの前肢が完全に関節がつながった状態で発見されたことによりこの問題は解決した。大腿骨は保存されていた部分の長さは 36 mm で、上腕骨が大腿骨よりもずっと長い。脛足根骨の長さは 60 mm である。イスティオダクティルス科と同じく、足部は比較的小さい。その様々な解剖学的特徴の的確な組合せによってもミモダクティルスを他のオルニトケイルス類から区別可能である。

## 分類
2019年の系統分析において、ケルナーらはミモダクティルスがハオプテルス（以前は様々なグループに分類されていた中国産の属）と最も近縁であるとした。この2属は Lanceodontia というグループの中でミモダクティルス科 (Mimodactylidae) の名で新造された1つのクレードを形成する。この研究者たちはミモダクティルス科を、上顎の円錐歯・かすかに側扁した歯冠・わずかに陥凹した烏口骨の胸骨との関節面・上下顎の前半部のみに歯間を広く開けて生える歯などで特徴づけた。ケルナーらはミモダクティルス科はイスティオダクティルス科 (Istiodactylidae) と最も近いとし、この2つを新しいクレード Istiodactyliformes に内包させた。この分析では、近縁である可能性がある Linlongopterus は（分析ごとにその位置が定まらない）ワイルドカードタクソンとして除外されている。ミモダクティルスは、それまで前期白亜紀のヨーロッパとアジアからのみ知られていた Istiodactyliformes 翼竜で、ゴンドワナ大陸（南の超大陸でアフリカやアラビアを含む）から発見された最初のものであると述べられている。

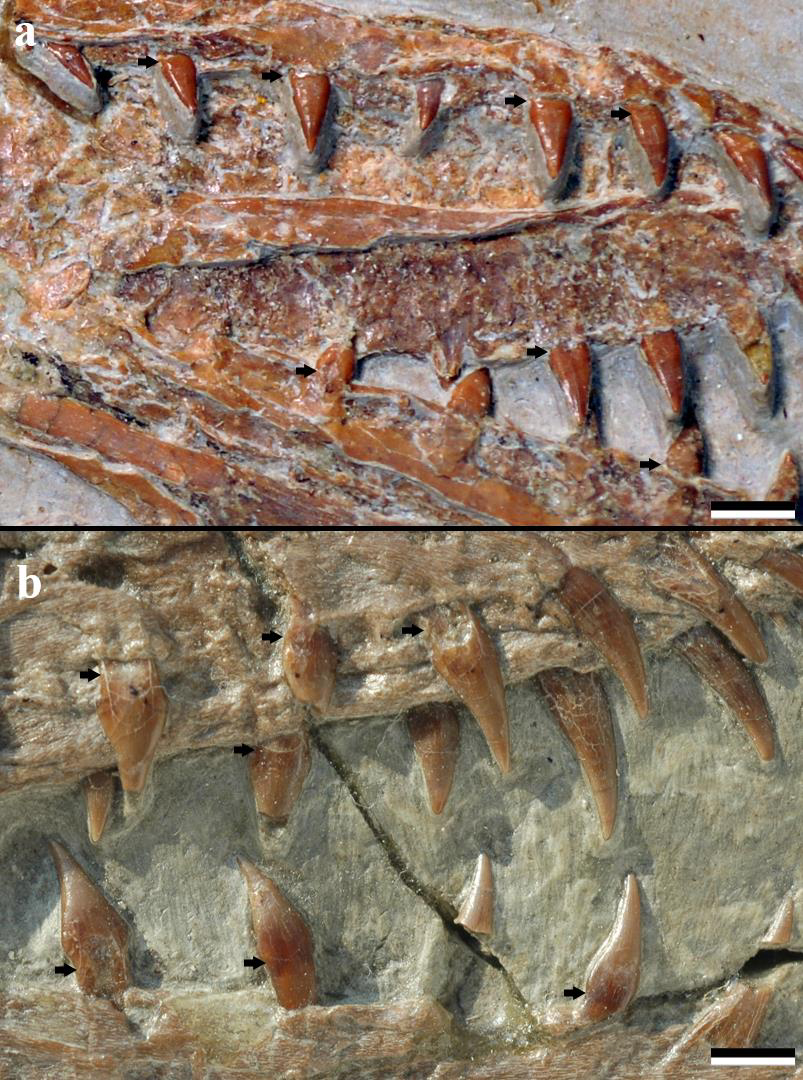
ミモダクティルスとハオプテルスの歯の比較：ミモダクティルス（上）ハオプテルス（下）

下記は Kellner et al. (2019) による Istiodactyliformes 内のミモダクティルスとミモダクティルス科 (Mimodactylidae) の位置を示すクラドグラムである：
|  | Haopterus    |
|  |              |
|  | Mimodactylus |
|  |              |

|                 | Nurhachius                                                     |
|                 |                                                                |
| Istiodactylinae | \| \| Istiodactylus \| \| \| \| \| \| Liaoxipterus \| \| \| \| |
|                 | \| \| Istiodactylus \| \| \| \| \| \| Liaoxipterus \| \| \| \| |
|                 | Istiodactylus                                                  |
|                 |                                                                |
|                 | Liaoxipterus                                                   |
|                 |                                                                |

|  | Istiodactylus |
|  |               |
|  | Liaoxipterus  |
|  |               |

|                 | Nurhachius                                                     |
|                 |                                                                |
| Istiodactylinae | \| \| Istiodactylus \| \| \| \| \| \| Liaoxipterus \| \| \| \| |
|                 | \| \| Istiodactylus \| \| \| \| \| \| Liaoxipterus \| \| \| \| |
|                 | Istiodactylus                                                  |
|                 |                                                                |
|                 | Liaoxipterus                                                   |
|                 |                                                                |

|  | Istiodactylus |
|  |               |
|  | Liaoxipterus  |
|  |               |

|  | Haopterus    |
|  |              |
|  | Mimodactylus |
|  |              |

|                 | Nurhachius                                                     |
|                 |                                                                |
| Istiodactylinae | \| \| Istiodactylus \| \| \| \| \| \| Liaoxipterus \| \| \| \| |
|                 | \| \| Istiodactylus \| \| \| \| \| \| Liaoxipterus \| \| \| \| |
|                 | Istiodactylus                                                  |
|                 |                                                                |
|                 | Liaoxipterus                                                   |
|                 |                                                                |

|  | Istiodactylus |
|  |               |
|  | Liaoxipterus  |
|  |               |

|                 | Nurhachius                                                     |
|                 |                                                                |
| Istiodactylinae | \| \| Istiodactylus \| \| \| \| \| \| Liaoxipterus \| \| \| \| |
|                 | \| \| Istiodactylus \| \| \| \| \| \| Liaoxipterus \| \| \| \| |
|                 | Istiodactylus                                                  |
|                 |                                                                |
|                 | Liaoxipterus                                                   |
|                 |                                                                |

|  | Istiodactylus |
|  |               |
|  | Liaoxipterus  |
|  |               |

|  | Ikrandraco                                                     |
|  |                                                                |
|  | \| \| Lonchodraco \| \| \| \| \| \| Ornithocheirae \| \| \| \| |
|  |                                                                |
|  | Lonchodraco                                                    |
|  |                                                                |
|  | Ornithocheirae                                                 |
|  |                                                                |

|  | Lonchodraco    |
|  |                |
|  | Ornithocheirae |
|  |                |

|  | Haopterus    |
|  |              |
|  | Mimodactylus |
|  |              |

|                 | Nurhachius                                                     |
|                 |                                                                |
| Istiodactylinae | \| \| Istiodactylus \| \| \| \| \| \| Liaoxipterus \| \| \| \| |
|                 | \| \| Istiodactylus \| \| \| \| \| \| Liaoxipterus \| \| \| \| |
|                 | Istiodactylus                                                  |
|                 |                                                                |
|                 | Liaoxipterus                                                   |
|                 |                                                                |

|  | Istiodactylus |
|  |               |
|  | Liaoxipterus  |
|  |               |

|                 | Nurhachius                                                     |
|                 |                                                                |
| Istiodactylinae | \| \| Istiodactylus \| \| \| \| \| \| Liaoxipterus \| \| \| \| |
|                 | \| \| Istiodactylus \| \| \| \| \| \| Liaoxipterus \| \| \| \| |
|                 | Istiodactylus                                                  |
|                 |                                                                |
|                 | Liaoxipterus                                                   |
|                 |                                                                |

|  | Istiodactylus |
|  |               |
|  | Liaoxipterus  |
|  |               |

|  | Haopterus    |
|  |              |
|  | Mimodactylus |
|  |              |

|                 | Nurhachius                                                     |
|                 |                                                                |
| Istiodactylinae | \| \| Istiodactylus \| \| \| \| \| \| Liaoxipterus \| \| \| \| |
|                 | \| \| Istiodactylus \| \| \| \| \| \| Liaoxipterus \| \| \| \| |
|                 | Istiodactylus                                                  |
|                 |                                                                |
|                 | Liaoxipterus                                                   |
|                 |                                                                |

|  | Istiodactylus |
|  |               |
|  | Liaoxipterus  |
|  |               |

|                 | Nurhachius                                                     |
|                 |                                                                |
| Istiodactylinae | \| \| Istiodactylus \| \| \| \| \| \| Liaoxipterus \| \| \| \| |
|                 | \| \| Istiodactylus \| \| \| \| \| \| Liaoxipterus \| \| \| \| |
|                 | Istiodactylus                                                  |
|                 |                                                                |
|                 | Liaoxipterus                                                   |
|                 |                                                                |

|  | Istiodactylus |
|  |               |
|  | Liaoxipterus  |
|  |               |

|  | Ikrandraco                                                     |
|  |                                                                |
|  | \| \| Lonchodraco \| \| \| \| \| \| Ornithocheirae \| \| \| \| |
|  |                                                                |
|  | Lonchodraco                                                    |
|  |                                                                |
|  | Ornithocheirae                                                 |
|  |                                                                |

|  | Lonchodraco    |
|  |                |
|  | Ornithocheirae |
|  |                |

|  | Haopterus    |
|  |              |
|  | Mimodactylus |
|  |              |

|                 | Nurhachius                                                     |
|                 |                                                                |
| Istiodactylinae | \| \| Istiodactylus \| \| \| \| \| \| Liaoxipterus \| \| \| \| |
|                 | \| \| Istiodactylus \| \| \| \| \| \| Liaoxipterus \| \| \| \| |
|                 | Istiodactylus                                                  |
|                 |                                                                |
|                 | Liaoxipterus                                                   |
|                 |                                                                |

|  | Istiodactylus |
|  |               |
|  | Liaoxipterus  |
|  |               |

|                 | Nurhachius                                                     |
|                 |                                                                |
| Istiodactylinae | \| \| Istiodactylus \| \| \| \| \| \| Liaoxipterus \| \| \| \| |
|                 | \| \| Istiodactylus \| \| \| \| \| \| Liaoxipterus \| \| \| \| |
|                 | Istiodactylus                                                  |
|                 |                                                                |
|                 | Liaoxipterus                                                   |
|                 |                                                                |

|  | Istiodactylus |
|  |               |
|  | Liaoxipterus  |
|  |               |

|  | Haopterus    |
|  |              |
|  | Mimodactylus |
|  |              |

|                 | Nurhachius                                                     |
|                 |                                                                |
| Istiodactylinae | \| \| Istiodactylus \| \| \| \| \| \| Liaoxipterus \| \| \| \| |
|                 | \| \| Istiodactylus \| \| \| \| \| \| Liaoxipterus \| \| \| \| |
|                 | Istiodactylus                                                  |
|                 |                                                                |
|                 | Liaoxipterus                                                   |
|                 |                                                                |

|  | Istiodactylus |
|  |               |
|  | Liaoxipterus  |
|  |               |

|                 | Nurhachius                                                     |
|                 |                                                                |
| Istiodactylinae | \| \| Istiodactylus \| \| \| \| \| \| Liaoxipterus \| \| \| \| |
|                 | \| \| Istiodactylus \| \| \| \| \| \| Liaoxipterus \| \| \| \| |
|                 | Istiodactylus                                                  |
|                 |                                                                |
|                 | Liaoxipterus                                                   |
|                 |                                                                |

|  | Istiodactylus |
|  |               |
|  | Liaoxipterus  |
|  |               |

|  | Ikrandraco                                                     |
|  |                                                                |
|  | \| \| Lonchodraco \| \| \| \| \| \| Ornithocheirae \| \| \| \| |
|  |                                                                |
|  | Lonchodraco                                                    |
|  |                                                                |
|  | Ornithocheirae                                                 |
|  |                                                                |

|  | Lonchodraco    |
|  |                |
|  | Ornithocheirae |
|  |                |

|  | Haopterus    |
|  |              |
|  | Mimodactylus |
|  |              |

|                 | Nurhachius                                                     |
|                 |                                                                |
| Istiodactylinae | \| \| Istiodactylus \| \| \| \| \| \| Liaoxipterus \| \| \| \| |
|                 | \| \| Istiodactylus \| \| \| \| \| \| Liaoxipterus \| \| \| \| |
|                 | Istiodactylus                                                  |
|                 |                                                                |
|                 | Liaoxipterus                                                   |
|                 |                                                                |

|  | Istiodactylus |
|  |               |
|  | Liaoxipterus  |
|  |               |

|                 | Nurhachius                                                     |
|                 |                                                                |
| Istiodactylinae | \| \| Istiodactylus \| \| \| \| \| \| Liaoxipterus \| \| \| \| |
|                 | \| \| Istiodactylus \| \| \| \| \| \| Liaoxipterus \| \| \| \| |
|                 | Istiodactylus                                                  |
|                 |                                                                |
|                 | Liaoxipterus                                                   |
|                 |                                                                |

|  | Istiodactylus |
|  |               |
|  | Liaoxipterus  |
|  |               |

|  | Haopterus    |
|  |              |
|  | Mimodactylus |
|  |              |

|                 | Nurhachius                                                     |
|                 |                                                                |
| Istiodactylinae | \| \| Istiodactylus \| \| \| \| \| \| Liaoxipterus \| \| \| \| |
|                 | \| \| Istiodactylus \| \| \| \| \| \| Liaoxipterus \| \| \| \| |
|                 | Istiodactylus                                                  |
|                 |                                                                |
|                 | Liaoxipterus                                                   |
|                 |                                                                |

|  | Istiodactylus |
|  |               |
|  | Liaoxipterus  |
|  |               |

|                 | Nurhachius                                                     |
|                 |                                                                |
| Istiodactylinae | \| \| Istiodactylus \| \| \| \| \| \| Liaoxipterus \| \| \| \| |
|                 | \| \| Istiodactylus \| \| \| \| \| \| Liaoxipterus \| \| \| \| |
|                 | Istiodactylus                                                  |
|                 |                                                                |
|                 | Liaoxipterus                                                   |
|                 |                                                                |

|  | Istiodactylus |
|  |               |
|  | Liaoxipterus  |
|  |               |

|  | Ikrandraco                                                     |
|  |                                                                |
|  | \| \| Lonchodraco \| \| \| \| \| \| Ornithocheirae \| \| \| \| |
|  |                                                                |
|  | Lonchodraco                                                    |
|  |                                                                |
|  | Ornithocheirae                                                 |
|  |                                                                |

|  | Lonchodraco    |
|  |                |
|  | Ornithocheirae |
|  |                |

中国の古生物学者・蒋順興 (Jiang Shunxing) らによる2021年の研究では、ミモダクティルスは、ハオプテルス・Yixianopterus・Linlongopterus と多分岐 (polytomy) を構成している。中国の古生物学者・徐亦知 (Xu Yizhi) らは2022年に、ミモダクティルスは Linlongopterus の姉妹群であり、ハオプテルスはそのクレードの基部に位置するとした。アメリカの古生物学者グレゴリー・ポールは2022年 Yixianopterus をミモダクティルス科の一員とした。イギリスの古生物学者 Steven C. Sweetman による2023年の論文では、ミモダクティルスが最後の Istiodactyliformes 類であると言及されている。

## 純古生物学

### 採餌と食性

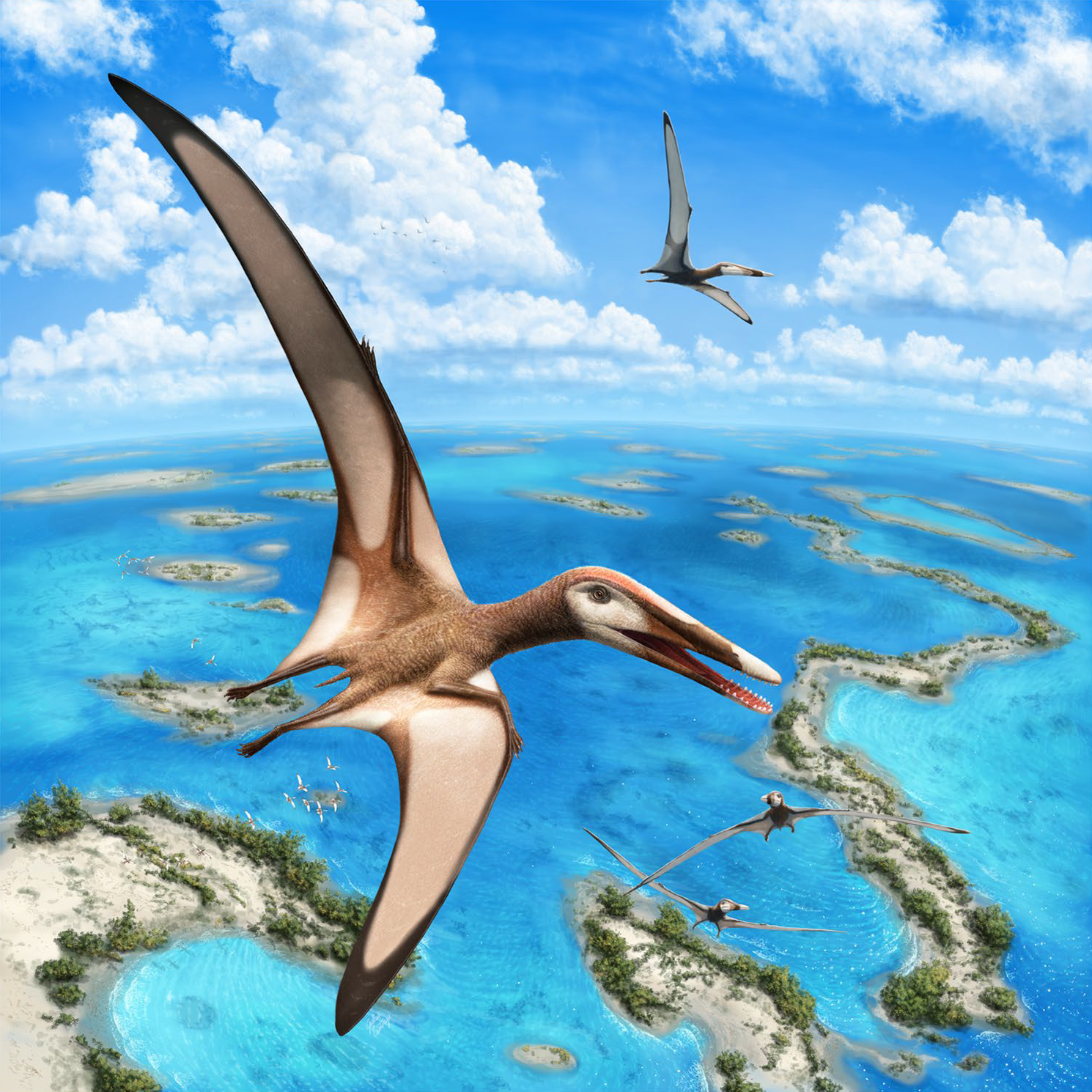
ミモダクティルスとその生息環境の復元図。　画：Julius Csotonyi

現生動物で比較可能なものがいないため、翼竜の食性を明らかにするのは困難である。派生的グループに対してはその歯列を基にして、魚食・果実食・硬殻捕食・昆虫食などの食性推測が行われており、近縁のイスティオダクティルスの場合には腐肉食と推測されている。ミモダクティルスの歯列はこれらのうちのどれとも異なるため、ケルナーらは2019年におそらく異なる食性を持っていると推測した。虫食性の種は節足動物をより簡単に噛み潰すことができる細い歯をもっていることが多く、翼竜の中だとアヌログナトゥス科はその間隔の空いた同型歯が虫食性への適応だと考えられている。ミモダクティルスは幅広の歯を持っていたが、節足動物の外骨格を噛み砕く能力があったため、そのような摂食様式に適合していたかもしれない。
飛行中に昆虫を食べる現生の脊椎動物は、低アスペクト比の短い翼を持ち空中での機動性を高めているが、それに対しミモダクティルスは高アスペクト比の長い翼を持っている。ひらけた海上を飛行するものとしてはミモダクティルスの高機動飛行能力は限定的であったと思われるが、飛行時の安定性はアホウドリや他の数種の鳥類のように高かった可能性がある。このようなダイナミックソアリング（Dynamic soaring：ほとんど羽ばたかない飛行）は、アンハングエラ科・イスティオダクティルス科・プテラノドン類などの大型翼竜の飛行方法だったかもしれない。そのためケルナーらはミモダクティルスやその近縁を虫食性とするのではなく、一部のアホウドリがエビを食べるように、水面で十脚類（甲殻類）を漁っていたのではないかと推測した。ミモダクティルスの広がった吻部と幅広く比較的頑丈で尖った歯は、水中のエビを捕えるのに役立っただろう。

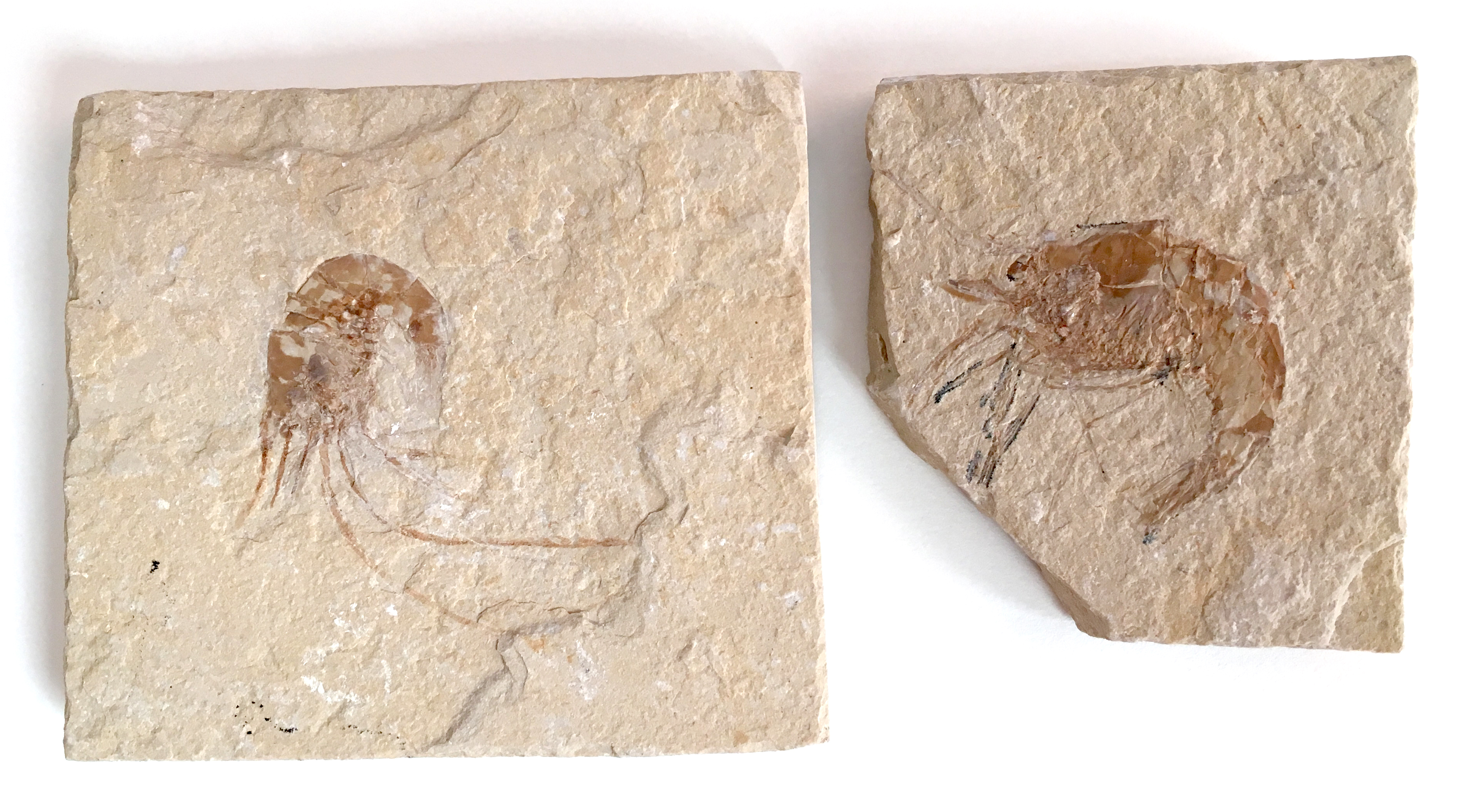
Hjoula から見つかっているエビの1属 Carpopenaeus の化石：ミモダクティルスはこのような十脚類を食べていたとされている

ミモダクティルスが記載された当時までに、昆虫は Hjoula からも他のレバノンの白亜紀ラーガーシュテッテからも発見されていなかった。このことからケルナーらは、この地域は大陸が数百 km 先にある陸地から遠く離れた場所だったと考えた。彼らはミモダクティルスは群島に住んでおり、点在する島々は新テチス海に伸びる海台上にあったと主張した。十脚類は Hjoula で見つかる最も一般的な無脊椎動物化石であり、魚類や動物プランクトンもこの地域で翼竜類の餌となっていた可能性がある。ケルナーらは昆虫食でなかったとしても、ミモダクティルスの広がった吻部は動物や（一部の現生カモ類やヒロハシサギ、ハシビロコウのように）主に甲殻類を餌としていたとして矛盾はない、と述べている。これにより派生的翼指竜亜目翼竜において知られている摂食戦略の幅が広げられたと彼らは結論づけた。
1つの甲虫化石と最初の2つのレバノン産トンボ化石（その中には、これも同じく MIM Museum から名付けられた  Libanoliupanshania mimi がある）がレバノンの古生物学者 Dany Azar らによって2019年に報告され、Hjoula にも昆虫化石が残されている可能性があることが明らかとなった。記載者は海成層から大型昆虫化石しか見つからないのは一般的ではないと指摘しているが、Hjoula の採石場労働者は魚類のような大型の化石を収集するのが常であるため収集バイアスが発生していた可能性についても述べている（バイエルン州のジュラ紀堆積物でも同様のことが起こっており、他の昆虫化石よりもトンボ化石の収集頻度が高い）。これには丈夫な飛行生物の方が保存されやすいというタフォノミック・バイアスの影響がある可能性もある。Hjoula の地層は海成環境を保存しているが、地上性生物（新たに発見された昆虫や翼竜）の化石は後期セノマニアンの初めの海岸近くで堆積した証拠であると研究者たちは主張している。その後、Hjoula でさらに多くの昆虫化石が発見され、この場所は当時海岸に近かったという説を補強している。

## 古環境

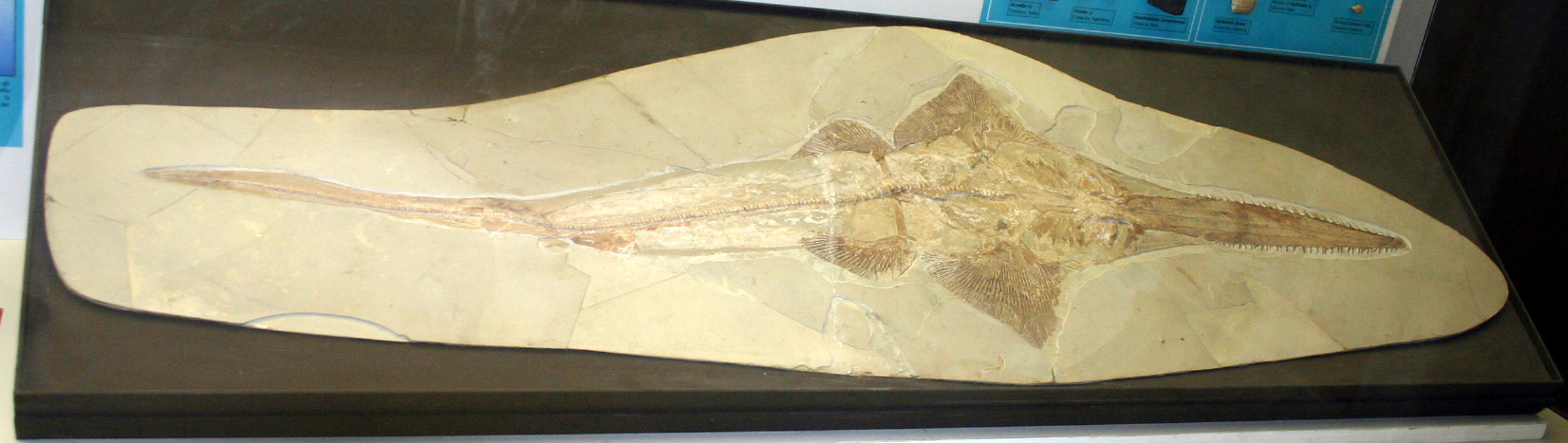
Hjoula 産のエイの1属 Libanopristis の化石

ミモダクティルスはレバノン Hjoula の Sannine 累層から産出しており、その時代はおよそ 9500 万年前の後期白亜紀セノマニアンであると推定されている。この年代はすでに年代が知られている世界の他の場所と産出した化石を比較する生物層序学 (Biostratigraphy) によって決定された。レバノンは中期セノマニアンの間ほとんどが海面下にあり広く薄い炭酸塩プラットフォーム (Carbonate platform) に覆われており、新テチス海でアフロ・アラビア大陸の北東を縁取っていたが、いくつかの島嶼が顔を出していた。Hjoula の地層堆積物は海成層であるが、地上性生物化石の産出により後期セノマニアンの間そこが古海岸近辺だったことが示唆される。Hjoula の石灰岩は緻密で柔らかく層状の岩石であり、珪質ノジュールを持たず淡黄色または黄灰色であることで特徴付けられる。
セノマニアン期レバノンの植物相（シダ植物、裸子植物、被子植物を含む）は、北アメリカ・中央ヨーロッパ・クリミア半島の同時代化石植物相と類似しており、現代の地中海地域と似た気候であったことが示唆される。Hjoula はその保存状態の良い魚類化石で有名だが、他の生物も発見されている。当地産の別の翼竜として、アズダルコ類の Microtuban が知られている。魚類ではサメのクレトラムナ、エイの Libanopristis、Pachycormiformes 類の Eubiodectes、Polymixiiformes 類の Aipichthys、Pycnodontidae 類の Nursallia などが含まれる。昆虫ではトンボの Libanoliupanshania と Libanocordulia、Hemerobiiformia 類の Lebanosmylus、コガネムシ上科の甲虫、ヨコバイ類などが含まれる。甲殻類にはイセエビ下目の Charbelicaris、イセエビ科の Palibacus、クルマエビ科の Libanocaris と Carpopenaeus、アカザエビ科の Notahomarusが含まれる。タコ類では Keuppia と Styletoctopus がいた。Hjoula で見つかった化石の多くは、同時代とされる Hakel 産地でも発見されている。